# Can Gresola
Can Gresola és una masia del poble de Bigues, en el terme municipal de Bigues i Riells, a la comarca catalana del Vallès Oriental.
Es troba en el sector oriental del terme municipal, al costat de ponent de Can Febrera i al costat septentrional de les Granges de la Gresola, que formen part de la mateixa masia de la Gresola. És al nord de Can Rotxil i al sud-oest de Can Bonrepòs. És a la dreta del torrent de Bonrepòs i a l'esquerra del torrent de la Font del Tort, a llevant de la urbanització de Can Barri.
La masia és molt antiga. Té elements constructius datables ja al segle xvi
Està inclosa a l'Inventari de patrimoni cultural i en el Catàleg de masies i cases rurals de Bigues i Riells.